# 33838 Brandabaker
33838 Brandabaker este o planetă minoră (asteroid), cu un diametru de 7,538 km, din centura de asteroizi. A fost descoperită pe 5 aprilie 2000 la Experimental Test Site⁠(d) de Lincoln Near-Earth Asteroid Research. 
Obiectul prezintă o orbită caracterizată de o semiaxă mare de 3,1696048 UAi, o excentricitate de 0,12, o înclinație de 0,72038 ° în raport cu ecliptica.